# Филипповская волость (Владимирская губерния)
Филипповская волость — волость в составе Александровского уезда (1921—1929) и Покровского уезда (до его упразднения в 1921 году) Владимирской губернии. Волостной центр — село Филипповское.

## История
В середине XII — начале XIII веков территория принадлежала Ростово-Суздальскому княжеству.

## Состав волости

### Населённые пункты
По данным на 1905 год из книги Список населённых мест Владимирской губернии входили 22 населённых места:
- Аленино (при деревне лесные сторожки Я. П. Мамаева, В. Щенкова, Я. Н. Евдокимова)
- Бережки (село)
- Бережки (сельцо, при нём имение Вяземского)
- Боровково
- Дворищи (при деревне три лесные сторожки А. Л. Кнопова)
- Дубки (при деревне лесная сторожка А. Д. Соленниковой)
- Заречье (село; при нём лесная сторожка Фряновской мануфактуры Золотиновых)
- Захарово (при нём лесная сторожка А. Л. Кнопова)
- Зубцово
- Крутец (при деревне казённая лесная сторожка и сторожка Залогиновых)
- Никулкино (при деревне казённая лесная сторожка)
- Новая (при ней лесная сторожка крестьян 5 деревень)
- Ново-Александровка (Мележа тоже)
- Лесная сторожка А. Л. Кнопова (6 человек, 1 двор)
- Мележа Упоминается в списке 1896 года[4], в 1905 году в числе населённых пунктов Филипповской волости отсутствует. На карте А. И. Менде отмечена, как «Александровка (Мележа)».
- Орловка
- Погост (село)
- Ратьково (при деревне три лесные сторожки А. Л. Кнопова)
- Рожково (при деревне три лесные сторожки А. Л. Кнопова)
- Сергеевское (село; при нём писчебумажная фабрика А. Д. Солениковой и её же лесная сторожка)
- Филипповское (село; при нём кирпичные заводы братьев Беззаботновых и Ванякина, а также лесная сторожка К. А. Федотова)
- Черново
- Шебаршина лесная сторожка в даче «Коняево и Дурляево»
- Шевалово

По данным на 1913 год входили 20 населённых пунктов: Аленино, Бережки, Боровково, Дворищи, Дубки, Заречье, Захарово, Зубцово, Крутец, Мележи, Никулкино, Новая, Орловка, Погост-Новосергиевский, Ратьково, Рожново, Сергиевское, Филипповское — волостной центр, Чернево, Шевалово.

## Волостное правление
По данным на 1900 год: волостной старшина — Егор Фёдорович Тюляев, писарь — Иван Семёнович Казаков.
По данным на 1910 год: волостной старшина — Михаил Докучалов, писарь — Павел Шаврин.

## Население
В 1890 году Филипповская волость Покровского уезда включает 12913 десятин крестьянской земли, 20 селений, 1563 крестьянских дворов (17 не крестьянских), 5347 душ обоего пола. Административным центром волости было село Филипповское.

## Промыслы
По данным на 1895 год общее число жителей волости — 6149 человек, из них промыслами занимается 3089. Отхожими промыслами занимаются весьма не многие.

### Ткачество
К началу XIX века население Покровского уезда не знало ткачества.

#### Шёлково-бархатное ткачество
Шёлково-бархатное ткачество возникло на границе Покровского уезда и Богородского уезда Московской губернии. В конце 1870-х — начале 1880-х годов шёлковое ткачество производилось в 57 селениях уезда (в основном в Филипповской волости). Причины развития шёлково-бархатного ткачества: бедность почвенного покрова (песчаная почва) препятствующая развитию земледелия, близость к центрам шёлковой промышленности Богородского уезда, предприимчивости населения и наличии торговых связей налаженных благодаря наличию Стромынского тракта.
Поскольку ткацкие станки занимали много места, работа в крестьянских избах была неудобна. Большая часть станков располагалась в так называемых ткацких светёлках (крытые тёсом избы размером 7—28 метров длиной, 5—14 метров шириной, 2,1—2,8 метра высотой с большим количеством окон) или на фабриках. Светёлки располагались за огородами вдали от жилых и холодных строений во избежание пожара, отапливались голландскими печами.
Рабочий год начинался с середины сентября или первых чисел октября и продолжался до Пасхи. После Пасхи число рабочих сокращалось почти на половину, так как многие уходили заниматься полевыми работами.

#### Салфеточное производство
В середине XIX века в деревне Мележи впервые в уезде появилось производство салфеток. Деревня располагается в 10 верстах от Фрянова, где в начале века располагалась посессионная фабрика дворян Лазаревых. На этой фабрике ткались салфетки, шерстяные и шёлковые ткани. Впоследствии фабрика была оборудована картонными станками Жекарда и продана купцу Рогожину. В то время станки Жекарда были редкостью, и Рогожин до открытия производства заколотил фабрику. Крестьянин деревни Мележи, Семён Лемехов, подкупил фабричного сторожа и проникнув в ткацкую, осмотрел устройство станка и, будучи хорошим механиком-самоучкой, сам построил ткацкий станок Жекарда. Долгое время Лемехов считался лучшим салфеточным фабрикантом и поставлял товар московскому купцу Третьякову.

Фабрика Семёна Лемехова была центром, откуда ткачество салфеток распространилось по соседним селениям Филипповской волости (Чернево, Филипповское, Захарово).

### Сусальное производство
Сусальный промысел встречается в 5 селениях Филипповской волости: Дворищах, Рожкове, Захарове, Черневе и Дубках. Значительное развитие промысел получил только в Дворищах, где им занято 29 дворов. На долю остальных 4 селений приходится лишь 11 дворов. Все 5 деревень расположены смежно друг с другом и вблизи старого Стромынскаго тракта, что делало для местного населения более доступными и торговые связи и доступ к обучению чему-то новому. Сусальное производство появилось несколько столетий назад в Москве, а оттуда перешло и в деревни. Как произошёл переход сусального промысла из Москвы в Филипповскую волость старожилы опрошенные в 1882 году не помнят, поскольку это произошло не позднее рубежа XVIII—XIX веков. Вначале промысел появился в деревне Дворищи и уже отсюда проник в немногие соседние населённые пункты. 
Одним из первых сусальщиков, начавших самостоятельное производство, называют крестьянина Дворищ Егора Яковлева Яшкова. В 1812 году, после пожара Москвы в котором сгорели масса иконостасов и образов в храмах и жилых домах, спрос на сусальное золото и серебро возрос многократно. Это был пик расширения промысла. В середине XIX века с развитием производства, с увеличением числа мастерских, усилилась конкуренция между ними; производство дешевых сортов золота сделалось невыгодным в крупных городах, из-за высокой цены рабочих рук. Промысел переходит в деревню, где жизнь дешевле. В Москве осталось производство дорогих сортов золота, а деревенские мастеровые стали заниматься исключительно дешевыми сортами. В начале и середине XIX века промысел находился на подъёме. Крестьяне охотно отдавали на выучку своих детей мастерам на 3—4 года. В 1882 году сусальное производство находилось в упадке. С 1873 года при введении духовной реформы, значительная часть церквей потеряла самостоятельное значение, служба в них стала производиться весьма редко, заботиться о благолепии закрытых храмов никто не видел смысла, иконостасы и образа перестали регулярно ремонтироваться и спрос на золото сократился.
Промысел производится в особой сусальной избе или в светёлке. Пыль, ветер, присутствие детей и загромождённость жилой избы делали невозможным ведение в ней промысла. По своим размерам сусальная изба или светёлка не отличались от жилой избы, но в них было больше окон. Все окна были снабжены двойными рамами и никогда не открывались, поскольку ветер мог легко сдуть золотую фольгу. Вдоль окон были поставлены длинные столы, на них разрезалась фольга; перед столом — длинная скамья для рабочих. По средине светелки — ряд камней (наковальни) с маленькими подвижными скамейками; на этих камнях ковалось золото. В углу светёлки помещалась печь, на которой производится сушка инструмента. Для мух, которые могут испачкать золотые листы, в разных местах помещения ставились горшки с ядом. 

Такие светёлки имелись у 5—6 сусальщиков, остальные производить работу в чужих сусальных избах или заброшенных ткацких светёлках; в последнем случае они платили по 3 рубля с человека в год за аренду помещения и отопление. Стоимость средней сусальной светёлки в 1882 году была около 200 рублей.
Единственный материал сусального производства — золото 93,5, 94 и 95 проб. Золото более низкого качества не употребляется, поскольку плохо куётся. Золото (в виде лент) сусальщики покупали у московских торговцев за наличные деньги. Ленты весят 6,5, 7, 10 и 12 золотников. Из каждой лепты делалось от 6 до 22 книжек; это и составляло так-называемый «передел». В каждой книжке 60 листов. Из 10 золотников передел выйдете очевидно более высокого качества и более толстый, чем из 6,5—7, следовательно, и цена будете значительно выше. Такие высокие сорта делались исключительно в Москве; местные сусальщики работали с лентами весом 6,5—7 золотников.
Инструменты сусального производства:
- Снасть в виде конверта или книжки; состояла из 120—140 листов плевы содранной с бычачьей печени. Снятую с печёнки плеву обдирали ножом, обрабатывали поташом и затем на целый год клали в хлеб или тесто, разведённое в плотно закрытой кадушке. Из плёнки получали 4 листа. Чтобы составить только одну снасть нужно содрать плёнку с 30 бычьих печёнок. Для того, чтобы золото «легко шло в снасти», необходимо листочки плёнки окрасить скавскою чернядью. Чернядь скавская имеет вид довольно твёрдого тёмного камешка; его толкли в ступе, просеивали сквозь решето, полученной пылью посыпали плёнку снасти и растирали ладонью. Операция это не всегда удавалась. Это искусство держалось в секрете. Владимир Печенкин купил секрет составления снасти за 200 рублей у одной московской вдовы, которая после смерти мужа прекратила производство. Снасть стоила 50 рублей. Хорошая снасть обычно служила 3 года, но иногда и 15 лет.
- Подводок представлял собой книжку значительно меньших размеров из тех же 240 листов плёнки, только листы эти очень грубо, плохо отделаны и не окрашены. Золото сначала куётся в подводок, a затем уже поступает в спасть. Цена подводка 10 рублей.
- Подушка состояла из деревянной квадратной дощечки в 1,5 четверти, покрытой толстой, чрезвычайно гладкой кожей. Между кожей и дощечкой набивается хлопок, а края кожи сбоку дощечки подбиваются гвоздями. На оборотной стороне, в средину дощечки, забивается деревянный гвоздь, на котором подушка вертится, как флюгер. Стоимость подушки 1 руб.
- Нож сусальщика — длинный (5 вершков), прямой, ровный и узкий, — делается из косы. Ножи делает кузнец деревни Захарово по 25 копеек за штуку.
- Молоток, весьма своеобразной формы, весил от 1,64 до 2,46 кг. Для первоначальной ковки золота в подводк использовались тяжёлые молотки, при окончательной обработки — лёгкие. Главное, что бы молотки при ударах не вертелись в руках. Это достигалось тем, что центр тяжести молотков располагался по центру отверстия молотка. Молотки кузнеца из деревни Захарово, полностью соответствовали этим требованиям. Цена молотка 75 копеек.
- Наковальней служил камень — «дикарь», довольно довольно больших размеров с гладкой полированной поверхностью; он вставлялся в толстый деревянный чурбан. Камень стоил 3—4 рубля.
- Забой — деревянная колода около 2 аршин длины, в средине выдолбленная, с 2 стенками, между которыми вставлялись «дощечки». На концы забоя были набиты железные обручи, а в сердцевине просверлена дыра, чтобы колода не лопнула от высокой температуры. Между дощечками вкладывали снасть и подводки, туго заклинивали колотушками и ставили на печь. Забой стоил 1 рубль 50 копеек.
- Обыкновенный ножницы для бумаги, стоимостью от 75 копеек до 2 рублей.
- Деревянные щипчики для ущемления листов снасти и подводка, при переборке или когда вынимается золото.
- Мерка деревянная или стальная для измерения длины и ширины золотых листов.
- Точильный брусок.

Мастер должен был иметь все перечисленные инструменты и 2 снасти — одну новую за 50 рублей, а другую старую за 10—15 рублей. Таким образом стоимость полного набора инструментов составляла около 80 рублей.
Золотую ленту хозяин разрезал ножницами на кусочки в 1 квадратный вершок («жеребейки») и передавал их мастерам. Мастер клал жеребеик между листами подводка, садился на скамью и, положив подводок на камень, мерными ударами молотка ковал золото. По прошествии получаса, золото значительно увеличивалось в длину и ширину. Жеребеик вынимался из подводка, укладывался на подушку, лежащую на столе, разрезается ножницами на две равные части и снова поступал в подводок. На этот раз ковка продолжалась около часа. Золотые листочки после 2 операций назывались «два раза». Они опять вынимались, делились каждый на 2 части и снова ковались в подводке около часа. После 3-й ковки листики опять разрезались на 2 части, так что получалось 8 листиков, и уже затем укладывались в спасть. В снасти они ковались также 3 раза. Далее снасть укладывалась в забой, крепко заклинивалась и ставилась в печь, где листочки выравнивались и в таком вид сохли.

Во время работ золото никогда руками не брали, а ножом. Нож ставился сверху, и мастер легонько поддувал листочек, край листочка поднимался и заворачивался на нож. На ноже золото легко переносить с места на место и перекладывалось в книжки. Готовые листики вкладывались в заранее сшитую из тонкой папиросной бумаги книжку, так чтобы между листиками золота был один листик бумажки. В книжке 60 золотых листочков, что составляет в общей сложности 20 квадратных аршин. Обрезки тщательно собирали и отдавали для переплавки тем же московским торговцам, у которых покупалось золото.
В 1882 году в Филипповской волости было 6 сусальных заведений с самостоятельным производством; кроме того в 10 дворах велось не самостоятельное производство (они получали золото от 6 самостоятельных хозяев). Во всех 16 заведениях работало 50 человек: 48 мужчин и 2 женщины. Из них семейных рабочих 26 человек, наёмных 24 чел. Из 24 наёмных рабочих 19 мастеров и 5 учеников. Валовый месячный заработок сусальщика составлял около 12 рублей. Размеры заработка подвергались резким колебаниям в зависимости от курса золота и спроса на сусальные изделия. Работа начиналась с 5 часов утра и продолжалась до 11—12 часов ночи. За вычетом времени на чай, завтрак, обед и ужин, получалось 14—15 рабочих часов в сутки. Работа продолжалась круглый год, так как большинство наёмных сусальщиков не занималось земледелием, а самостоятельные хозяева имели особых полевых работников.